# Seznam dílů seriálu Phineas a Ferb
Toto je seznam dílů seriálu Phineas a Ferb vysílaného na stanici Disney Channel a od 3. července 2012 i na ČT2 v rámci Kavčího hnízda. V Česku se seriál vysílal ještě na stanici Jetix, která se potom přejmenovala na Disney Channel.

## Přehled řad
| Řada    | Díly    | Premiéra v USA    | Premiéra v USA     | Premiéra v ČR (ČT 2) | Premiéra v ČR (ČT 2) | Premiéra v ČR (Disney Channel) | Premiéra v ČR (Disney Channel) |
| Řada    | Díly    | První díl         | Poslední díl       | První díl            | Poslední díl         | První díl                      | Poslední díl                   |
| ------- | ------- | ----------------- | ------------------ | -------------------- | -------------------- | ------------------------------ | ------------------------------ |
| 1       | 26      | 17. srpna 2007    | 20. března 2009    | vysíláno             | vysíláno             | vysíláno                       | vysíláno                       |
| 2       | 39      | 19. února 2009    | 11. února 2011     | vysíláno             | vysíláno             | vysíláno                       | vysíláno                       |
| 3       | 35      | 4. března 2011    | 30. listopadu 2012 | vysíláno             | vysíláno             | vysíláno                       | vysíláno                       |
| 4       | 36      | 7. prosince 2012  | 12. června 2015    | vysíláno             | vysíláno             | vysíláno                       | vysíláno                       |
| 5       | 20      | 2024              | bude oznámeno      | bude oznámeno        | bude oznámeno        | bude oznámeno                  | bude oznámeno                  |
| 6       | 20      | bude oznámeno     | bude oznámeno      | bude oznámeno        | bude oznámeno        | bude oznámeno                  | bude oznámeno                  |
| Speciál | Speciál | 9. listopadu 2015 | 9. listopadu 2015  | nebylo vysíláno      | nebylo vysíláno      | 23. dubna 2017                 | 23. dubna 2017                 |
| Film    | Film    | 5. srpna 2011     | 5. srpna 2011      | 16. října 2012       | 16. října 2012       | 5. listopadu 2011              | 5. listopadu 2011              |

## Seznam dílů

### První řada (2007–2009)
| Č. v seriálu | Č. v řadě | Původní název                              | Český název                             | Režie                        | Scénář                                                    | Premiéra v USA  | Premiéra v ČR (ČT 2) | Prod. kód |
| ------------ | --------- | ------------------------------------------ | --------------------------------------- | ---------------------------- | --------------------------------------------------------- | --------------- | -------------------- | --------- |
| 1            | 1a        | Rollercoaster                              | Horská dráha                            | Dan Povenmire                | Dan Povenmire a Swampy Marsh                              | 17. srpna 2007  | 12. července 2012    | 101a      |
| 2            | 1b        | Candace Loses Her Head                     | Jak Candy přišla o hlavu                | Dan Povenmire                | Kyle Baker a Patrick Ventura                              | 5. února 2008   | 12. července 2012    | 101b      |
| 3            | 2a        | The Fast and the Phineas                   | Rychlá kola                             | Dan Povenmire                | Antoine Guilbaud a Sherm Cohen                            | 2. února 2008   | 26. července 2012    | 102a      |
| 4            | 2b        | Lawn Gnome Beach Party of Terror           | Plážová párty zahradních trpaslíků      | Dan Povenmire                | Chris Headrick a Jon Barry                                | 28. září 2007   | 26. července 2012    | 102b      |
| 5            | 3a        | The Magnificent Few                        | Pramálo statečných                      | Dan Povenmire                | Mike Diederich a Chong Lee                                | 8. února 2008   | 16. července 2012    | 103a      |
| 6            | 3b        | S'Winter                                   | Létozimka                               | Dan Povenmire                | J.G. Quintel a Kim Roberson                               | 9. února 2008   | 16. července 2012    | 103b      |
| 7            | 4a        | Are You My Mummy?                          | Ty jsi mumie?                           | Dan Povenmire                | Kyle Baker a Mike Roth                                    | 16. února 2008  | 18. července 2012    | 104a      |
| 8            | 4b        | Flop Starz                                 | Megastar                                | Dan Povenmire                | Sherm Cohen a Antoine Guilbaud                            | 1. února 2008   | 18. července 2012    | 104b      |
| 9            | 5a        | Raging Bully                               | Šikana                                  | Dan Povenmire                | Wendy Grieb a Kent Osborne                                | 4. února 2008   | 9. července 2012     | 105a      |
| 10           | 5b        | Lights, Candace, Action!                   | Světla, Candy, akce                     | Dan Povenmire                | Kyle Baker a Patrick Ventura                              | 3. února 2008   | 9. července 2012     | 105b      |
| 11           | 6a        | Get That Bigfoot Outta My Face!            | Pošlete toho Yettiho pryč               | Dan Povenmire                | Kent Osborne a Kim Roberson                               | 23. února 2008  | 6. července 2012     | 106a      |
| 12           | 6b        | Tree to Get Ready                          | Stromy, připravit                       | Dan Povenmire                | Mike Diederich a Chong Lee                                | 23. března 2008 | 6. července 2012     | 106b      |
| 13           | 7         | It's About Time!                           | Jde o čas!                              | Dan Povenmire                | Jon Barry, Mike Roth, Kent Osborne a Aliki Theofilopoulos | 1. března 2008  | 3. července 2012     | 107       |
| 14           | 8a        | Jerk de Soleil                             | Přijel cirkus                           | Dan Povenmire                | J.G. Quintel a Kim Roberson                               | 10. února 2008  | 27. července 2012    | 108a      |
| 15           | 8b        | Toy to the World                           | Světu hračky                            | Swampy Marsh                 | Mike Diederich a Chong Lee                                | 22. února 2008  | 27. července 2012    | 108b      |
| 16           | 9         | One Good Scare Ought to Do It!             | Pořádné leknutí by mělo stačit!         | Dan Povenmire a Zac Moncrief | Jon Barry a Chris Headrick                                | 3. října 2008   | 14. srpna 2012       | 109       |
| 17           | 10a       | A Hard Day's Knight                        | Těžký den rytíře                        | Dan Povenmire                | Jon Barry a Mike Roth                                     | 14. června 2008 | 20. července 2012    | 110a      |
| 18           | 10b       | I, Brobot                                  | Brácha robot                            | Dan Povenmire                | Kent Osborne a Aliki Theofilopoulos                       | 6. února 2008   | 20. července 2012    | 110b      |
| 19           | 11a       | Mom's Birthday                             | Máminy narozeniny                       | Dan Povenmire                | Kent Osborne a Aliki Theofilopoulos                       | 29. února 2008  | 13. července 2012    | 111a      |
| 20           | 11b       | Journey to the Center of Candace           | Cesta do středu Candy                   | Dan Povenmire                | Kim Roberson a Kent Osborne                               | 29. února 2008  | 13. července 2012    | 111b      |
| 21           | 12a       | Run Away Runway                            | Módní šílenství                         | Dan Povenmire                | Sherm Cohen a Antoine Guilbaud                            | 7. února 2008   | 5. července 2012     | 112a      |
| 22           | 12b       | I Scream, You Scream                       | Všichni chtějí zmrzlinu                 | Zac Moncrief                 | Sherm Cohen a Antoine Guilbaud                            | 17. února 2008  | 5. července 2012     | 112b      |
| 23           | 13a       | It's a Mud, Mud, Mud, Mud World            | Bahenní, bahenní, bahenní, bahenní svět | Zac Moncrief                 | Mike Diederich a Mike Roth                                | 24. února 2008  | 10. července 2012    | 113a      |
| 24           | 13b       | The Ballad of Badbeard                     | Balada o bezvousovi                     | Dan Povenmire                | Mike Diederich a Jon Barry                                | 12. dubna 2008  | 10. července 2012    | 113b      |
| 25           | 14        | Dude, We're Getting the Band Back Together | Dáme tu kapelu dohromady, kámo!         | Dan Povenmire                | Chris Headrick a Chong Lee                                | 8. března 2008  | 4. července 2012     | 114       |
| 26           | 15a       | Ready for the Bettys                       | A přijíždí Betty's                      | Zac Moncrief                 | Aliki Theofilopoulos a Kent Osborne                       | 12. září 2008   | 13. srpna 2012       | 115a      |
| 27           | 15b       | The Flying Fishmonger                      | Létající rybář                          | Zac Moncrief                 | Kim Roberson a Elizabeth Ito                              | 12. září 2008   | 13. srpna 2012       | 115b      |
| 28           | 16        | Phineas and Ferb Get Busted                | Konečně                                 | Dan Povenmire                | Jon Barry a Piero Piluso                                  | 13. března 2009 | 20. srpna 2012       | 116       |

| No. v seriálu | No. v sérii | Originální název                            | Český název                                | Premiéra v USA    | Premiéra v ČR na ČT2 | Produkční kód |
| ------------- | ----------- | ------------------------------------------- | ------------------------------------------ | ----------------- | -------------------- | ------------- |
| 29            | 17a         | „Greece Lightning“                          | „Řecké závody“                             | 19. dubna 2008    | 11. července 2012    | 117a          |
| 30            | 17b         | „Leave the Busting to Us“                   | „Přistihneme je za vás!“                   | 19. dubna 2008    | 11. července 2012    | 117b          |
| 31            | 18a         | „Crack That Whip“                           | „Na bruslích“                              | 24. května 2008   | 17. července 2012    | 118a          |
| 32            | 18b         | „The Best Lazy Day Ever“                    | „Nejlínější den v životě“                  | 24. května 2008   | 17. července 2012    | 118b          |
| 33            | 19a         | „Boyfriend from 27,000 B.C.“                | „27.000 let starý přítel“                  | 7. června 2008    | 19. července 2012    | 119a          |
| 34            | 19b         | „Voyage to the Bottom of Buford“            | „Cesta do hlubin Bufordovy duše“           | 7. června 2008    | 19. července 2012    | 119b          |
| 35            | 20a         | „Put That Putter Away“                      | „Není golf jako minigolf“                  | 10. srpna 2008    | 25. července 2012    | 120a          |
| 36            | 20b         | „Does This Duckbill Make Me Look Fat?“      | „Nevypadám s tím zobákem tlustá?“          | 10. srpna 2008    | 25. července 2012    | 120b          |
| 37            | 21a         | „Traffic Cam Caper“                         | „Hrátky s dopravní kamerou“                | 12. července 2008 | 23. července 2012    | 121a          |
| 38            | 21b         | „Bowl-R-Ama Drama“                          | „Kuželkové drama“                          | 12. července 2008 | 23. července 2012    | 121b          |
| 39            | 22a         | „The Monster of Phineas-n-Ferbenstein“      | „Phineasferbensova příšera“                | 17. října 2008    | 15. srpna 2012       | 122a          |
| 40            | 22b         | „Oil on Candace“                            | „Olej a Candy“                             | 17. října 2008    | 15. srpna 2012       | 122b          |
| 41            | 23a         | „Unfair Science Fair“                       | „Podraz na vědecké soutěži“                | 20. března 2009   | 21. srpna 2012       | 123a          |
| 42            | 23b         | „Unfair Science Fair Redux (Another Story)“ | „Podraz na vědecké soutěži (další příběh)“ | 20. března 2009   | 21. srpna 2012       | 123b          |
| 43            | 24          | „Out to Launch“                             | „Na start“                                 | 5. prosince 2008  | 17. srpna 2012       | 124           |
| 44            | 25a         | „Got Game?“                                 | „Máte na to?“                              | 2. srpna 2008     | 24. července 2012    | 125a          |
| 45            | 25b         | „Comet Kermillian“                          | „Kermilianova kometa“                      | 2. srpna 2008     | 24. července 2012    | 125b          |
| 46            | 26a         | „Out of Toon“                               | „Jak se dělá seriál“                       | 7. listopadu 2008 | 16. srpna 2012       | 126a          |
| 47            | 26b         | „Hail Doofania!“                            | „Sláva Dutošvarcii!“                       | 7. listopadu 2008 | 16. srpna 2012       | 126b          |

### Druhá řada (2009–2011)
| No. v seriálu | No. v sérii | Originální název                                  | Český název                          | Premiéra v USA     | Premiéra v ČR na ČT2                          | Produkční kód |
| ------------- | ----------- | ------------------------------------------------- | ------------------------------------ | ------------------ | --------------------------------------------- | ------------- |
| 48            | 1           | "The Lake Nose Monster"                           | „Lochnoská příšera“                  | 27. března 2009    | 22. srpna 2012                                | 201           |
| 49            | 2a          | "Interview With a Platypus"                       | „Rozhovor s ptakopyskem“             | 8. května 2009     | 23. srpna 2012                                | 202a          |
| 50            | 2b          | "Tip of the Day"                                  | „S konci v koncích“                  | 8. května 2009     | 23. srpna 2012                                | 202b          |
| 51            | 3a          | "Attack of the 50 Foot Sister"                    | „Patnáctimetrová sestra útočí“       | 1. května 2009     | 24. srpna 2012                                | 203a          |
| 52            | 3b          | "Backyard Aquarium"                               | „Akvárium na zahradě“                | 1. května 2009     | 24. srpna 2012                                | 203b          |
| 53            | 4a          | "Day of the Living Gelatin"                       | „Den, kdy ožilo želé!“               | 15. května 2009    | 27. srpna 2012                                | 204a          |
| 54            | 4b          | "Elementary My Dear Stacy"                        | „Jak prosté, drahý Watsone“          | 15. května 2009    | 27. srpna 2012                                | 204b          |
| 55            | 5a          | "Don't Even Blink"                                | „Ani nemrkni“                        | 29. května 2009    | 28. srpna 2012                                | 205a          |
| 56            | 5b          | "Chez Platypus"                                   | „U ptakopyska“                       | 29. května 2009    | 28. srpna 2012                                | 205b          |
| 57            | 6a          | "Perry Lays an Egg"                               | „Perry snáší vejce“                  | 22. května 2009    | 29. srpna 2012                                | 206a          |
| 58            | 6b          | "Gaming the System"                               | „Hra proti hře“                      | 22. května 2009    | 29. srpna 2012                                | 206b          |
| 59            | 7           | "The Chronicles of Meap"                          | „Meapovy kroniky“                    | 19. června 2009    | 30. srpna 2012                                | 207           |
| 60            | 8a          | "Thaddeus and Thor"                               | „Tadeáš a Thór“                      | 3. července 2009   | 31. srpna 2012                                | 208a          |
| 61            | 8b          | "De Plane! De Plane!"                             | „Letadlo, letadlo“                   | 3. července 2009   | 31. srpna 2012                                | 208b          |
| 62            | 9a          | "Let's Take a Quiz"                               | „Dáme si kvíz“                       | 10. července 2009  | 3. září 2012                                  | 209a          |
| 63            | 9b          | "At the Car Wash"                                 | „V myčce“                            | 10. července 2009  | 3. září 2012                                  | 209b          |
| 64            | 10a         | "Oh, There You Are, Perry"                        | „Á, tady jsi, Perry“                 | 24. července 2009  | 4. září 2012                                  | 210a          |
| 65            | 10b         | "Swiss Family Phineas"                            | „Robinsoni z Danvillu“               | 24. července 2009  | 4. září 2012                                  | 210b          |
| 66            | 11a         | "Hide and Seek"                                   | „Na schovávanou“                     | 31. července 2009  | 5. září 2012                                  | 213a          |
| 67            | 11b         | "That Sinking Feeling"                            | „Potápíme se“                        | 31. července 2009  | 5. září 2012                                  | 213b          |
| 68            | 12a         | "The Baljeatles"                                  | „The Baljeatles“                     | 7. srpna 2009      | 6. září 2012                                  | 214a          |
| 69            | 12b         | "Vanessassary Roughness"                          | „Vanessa dokazuje, co umí“           | 7. srpna 2009      | 6. září 2012                                  | 214a          |
| 70            | 13a         | "No More Bunny Business"                          | „Dost bylo králíků“                  | 14. srpna 2009     | 7. září 2012                                  | 215a          |
| 71            | 13b         | "Spa Day"                                         | „V lázních“                          | 14. srpna 2009     | 7. září 2012                                  | 215b          |
| 72            | 14          | "Phineas and Ferb's Quantum Boogaloo"             | „Kvantové hrátky Phinease a Ferba“   | 21. září 2009      | 10. září 2012                                 | 212           |
| 73            | 15          | "Phineas and Ferb's Musical Cliptastic Countdown" | „Hudební hitparáda Phinease a Ferba“ | 16. října 2009     | 11. září 2012                                 | 211           |
| 74            | 16a         | "Bubble Boys"                                     | „Bublinkáři“                         | 30. října 2009     | 12. září 2012                                 | 216a          |
| 75            | 16b         | "Isabella and the Temple of Sap"                  | „Isabella a chrám lepivé mízy“       | 30. října 2009     | 12. září 2012                                 | 216b          |
| 76            | 17a         | "Cheer Up Candace"                                | „Jak rozesmát Candy“                 | 13. listopadu 2009 | 13. září 2012                                 | 217a          |
| 77            | 17b         | "Fireside Girl Jamboree"                          | „Sjezd zálesaček“                    | 13. listopadu 2009 | 13. září 2012                                 | 217b          |
| 78            | 18a         | "The Bully Code"                                  | „Kodex šikany“                       | 20. listopadu 2009 | 14. září 2012                                 | 218a          |
| 79            | 18b         | "Finding Mary McGuffin"                           | „Pátrání po Mary McGuffinové“        | 20. listopadu 2009 | 14. září 2012                                 | 218b          |
| 80            | 19a         | "Picture This"                                    | „Přivolejte si“                      | 4. prosince 2009   | 17. září 2012                                 | 220a          |
| 81            | 19b         | "Nerdy Dancin"                                    | „Když nešikové tančí“                | 4. prosince 2009   | 17. září 2012                                 | 220b          |
| 82            | 20a         | "What Do It Do?"                                  | „Co to dělá?“                        | 15. ledna 2010     | 18. září 2012                                 | 219a          |
| 82            | 20b         | "Atlantis"                                        | „Atlantida“                          | 15. ledna 2010     | 18. září 2012                                 | 219b          |
| 84            | 21          | "Phineas and Ferb Christmas Vacation"             | „Vánoční prázdniny Phinease a Ferba“ | 11. prosince 2009  | 19. září 2012                                 | 222           |
| 85            | 22a         | "Just Passing Through"                            | „Skrz naskrz“                        | 12. února 2010     | 20. září 2012                                 | 224a          |
| 86            | 22b         | "Candace's Big Day"                               | „Candy má velký den“                 | 12. února 2010     | 20. září 2012                                 | 224b          |
| 87            | 23a         | "I Was a Middle Aged Robot"                       | „Byl jsem robot středního věku“      | 26. února 2010     | 21. září 2012                                 | 221a          |
| 88            | 23b         | "Suddenly Suzy"                                   | „Suzyno překvapení“                  | 26. února 2010     | 21. září 2012                                 | 221b          |
| 89            | 24a         | "Undercover Carl"                                 | „Karlova mise“                       | 5. března 2010     | 24. září 2012                                 | 223a          |
| 90            | 24b         | "Hip Hip Parade"                                  | „Slavnostní průvod“                  | 5. března 2010     | 24. září 2012                                 | 223b          |
| 91            | 25a         | "Invasion of the Ferb Snatchers"                  | „Invaze zlodějů Ferbů“               | 16. dubna 2010     | 25. září 2012                                 | 225a          |
| 92            | 25b         | "Ain't No Kiddie Ride"                            | „Tahle jízda není pro děti“          | 16. dubna 2010     | 25. září 2012                                 | 225b          |
| 93            | 26a         | "Not Phineas and Ferb"                            | „Falešní Phineas a Ferb“             | 14. května 2010    | 26. září 2012                                 | 228a          |
| 94            | 26b         | "Phineas and Ferb-Busters"                        | „Na stopě Phinease a Ferba“          | 14. května 2010    | 26. září 2012                                 | 228b          |
| 95            | 27a         | "The Lizard Whisperer"                            | „Ještěr našeptávač“                  | 11. června 2010    | 27. září 2012                                 | 229a          |
| 96            | 27b         | "Robot Rodeo"                                     | „Robotí rodeo“                       | 11. června 2010    | 27. září 2012                                 | 229b          |
| 97            | 28          | "The Beak"                                        | „Zobman“                             | 12. března 2010    | 28. září 2012                                 | 227           |
| 98            | 29a         | "She's the Mayor"                                 | „Starostka“                          | 30. července 2010  | 1. října 2012                                 | 231a          |
| 99            | 29b         | "The Lemonade Stand"                              | „Stánek s limonádou“                 | 30. července 2010  | 1. října 2012                                 | 231b          |
| 100           | 30          | "Phineas and Ferb Hawaiian Vacation"              | „Dovolená na Hawaii“                 | 9. července 2010   | 2. října 2012                                 | 234           |
| 101           | 31–32       | "Phineas and Ferb: Summer Belongs to You!"        | „Léto patří nám všem“                | 6. srpna 2010      | 3. října 2012 (Část 1) 4. října 2012 (Část 2) | 237-238       |
| 102           | 33          | "Nerds of a Feather"                              | „Megakon“                            | 27. srpna 2010     | 5. října 2012                                 | 233           |
| 103           | 34          | "Wizard of Odd"                                   | „Čaroděj ze země Los“                | 24. září 2010      | 8. října 2012                                 | 226           |
| 104           | 35a         | "We Call it Maze"                                 | „Říkáme tomu bludistě“               | 1. října 2010      | 9. října 2012                                 | 232a          |
| 105           | 35b         | "Ladies and Gentlemen: Meet Max Modem!"           | „Dámy a pánové, Max Modem!“          | 1. října 2010      | 9. října 2012                                 | 232b          |
| 106           | 36a         | "The Secret of Success"                           | „Tajemství úspěchu“                  | 8. října 2010      | 10. října 2012                                | 230a          |
| 107           | 36b         | "The Doof Side of the Moon"                       | „Dutošvarcova strana Měsíce“         | 8. října 2010      | 10. října 2012                                | 230b          |
| 108           | 37a         | "Split Personality"                               | „Rozštěp osobnosti“                  | 29. října 2010     | 11. října 2012                                | 235a          |
| 109           | 37b         | "Brain Drain"                                     | „Dálkové ovládání“                   | 29. října 2010     | 11. října 2012                                | 235b          |
| 110           | 38          | "Rollercoaster: The Musical!"                     | „Horská dráha: Muzikál!“             | 29. ledna 2011     | 12. října 2012                                | 239           |
| 111           | 39a         | "Make Play"                                       | „Výměna“                             | 11. února 2011     | 15. října 2012                                | 236a          |
| 112           | 39b         | "Candace Gets Busted"                             | „Jak to na Candy prasklo“            | 11. února 2011     | 15. října 2012                                | 236b          |

### Třetí řada (2011–2012)
| No. v seriálu | No. v sérii | Originální název                                 | Český název                               | Premiéra v USA    | Premiéra v ČR na ČT2 | Produkční kód |
| ------------- | ----------- | ------------------------------------------------ | ----------------------------------------- | ----------------- | -------------------- | ------------- |
| 113           | 1a          | "The Great Indoors"                              | "Divočina pod střechou"                   | 4. března 2011    | 16. října 2012       | 302a          |
| 114           | 1b          | "Canderemy"                                      | "Canderemy"                               | 4. března 2011    | 16. října 2012       | 302b          |
| 115           | 2a          | "Run, Candace, Run"                              | "Candy utíkej"                            | 11. března 2011   | 17. října 2012       | 301a          |
| 116           | 2b          | "Last Train to Bustville"                        | "Poslední šance"                          | 11. března 2011   | 17. října 2012       | 301b          |
| 117           | 3           | "Phineas' Birthday Clip-O-Rama!"                 | "Narozeninová kliporama Phinease a Ferba" | 1. dubna 2011     | 18. října 2012       | 304           |
| 118           | 4a          | "The Belly of the Beast"                         | "V břiše šelmy"                           | 29. dubna 2011    | 19. října 2012       | 303a          |
| 119           | 4b          | "Moon Farm"                                      | "Měsíční farma"                           | 29. dubna 2011    | 19. října 2012       | 303b          |
| 120           | 5a          | "Ask a Foolish Question"                         | "Na hloupou otázku..."                    | 13. května 2011   | 22. října 2012       | 305a          |
| 121           | 5b          | "Misperceived Monotreme"                         | "Vačnatec na útěku"                       | 13. května 2011   | 22. října 2012       | 305b          |
| 122           | 6a          | "Candace Disconnected"                           | "Candy bez spojení"                       | 18. června 2011   | 23. října 2012       | 306a          |
| 123           | 6b          | "Magic Carpet Ride"                              | "Let na kouzelném koberci"                | 18. června 2011   | 23. října 2012       | 306b          |
| 124           | 7a          | "Bad Hair Day"                                   | "Trápení s účesem"                        | 24. června 2011   | 24. října 2012       |               |
| 125           | 7b          | "Meatloaf Surprise"                              | "Sekané překvapení"                       | 24. června 2011   | 24. října 2012       |               |
| 126           | 8a          | "Phineas and Ferb Interrupted"                   | "Antiteze Phinease a Ferba"               | 15. července 2011 | 25. října 2012       |               |
| 127           | 8b          | "A Real Boy"                                     | "Chci chlapec být"                        | 15. července 2011 | 25. října 2012       |               |
| 128           | 9a          | "Mommy Can You Hear Me?"                         | "Slyšíš mě mami"                          | 29. července 2011 | 26. října 2012       |               |
| 129           | 9b          | "Raod Trip"                                      | "Výlet"                                   | 29. července 2011 | 26. října 2012       |               |
| 130           | 10          | "My Fair Goalie"                                 | "Fotbalová horečka"                       | 9. září 2011      | 29. října 2012       |               |
| 131           | 11a         | "That´s the Spirit"                              | "Kde žijí duchové"                        | 7. října 2011     | 30. října 2012       |               |
| 132           | 11b         | "The Curse of Candace"                           | "Candyino prokletí"                       | 7. října 2011     | 30. října 2012       |               |
| 133           | 12a         | "Skiddley Whiffers"                              | "Města sázky"                             | 26. srpna 2011    | 31. října 2012       |               |
| 134           | 12b         | "Tour de Ferb"                                   | "Tour de Ferb"                            | 12. srpna 2011    | 31. října 2012       |               |
| 135           | 13a         | "Perry the Actorpus"                             | "Perry filmový hvězdopysk"                | 3. března 2012    | 1. listopadu 2012    |               |
| 136           | 13b         | "Bullseye!"                                      | "Do černého"                              | 30. září 2011     | 1. listopadu 2012    |               |
| 137           | 14a         | "Escape from Phineas Tower"                      | "Útěk z Phineasovy věže"                  | 21. října 2011    | 2. listopadu 2012    |               |
| 138           | 14b         | "The Remains of the Platypus"                    | "Cesty ptakopyskovy"                      | 24. února 2012    | 2. listopadu 2012    |               |
| 139           | 15a         | "Tri-Stone Area"                                 | "Doba kamenná"                            | 13. ledna 2012    | 5. listopadu 2012    |               |
| 140           | 15b         | "Doof Dynasty"                                   | "Říše Dutochánova"                        | 14. ledna 2012    | 5. listopadu 2012    |               |
| 141           | 16a         | "A Phineas and Ferb Family Christmas"            | "Rodinné Vánoce Phinease a Ferba"         |                   | 6. listopadu 2012    |               |
| 142           | 17a         | "Monster from the Id"                            | "Hrůzy podvědomí"                         |                   | 7. listopadu 2012    |               |
| 143           | 17b         | "Gi-Ants"                                        | "Mravenci obřenci"                        |                   | 7. listopadu 2012    |               |
| 144           | 18a         | "Ferb Latin"                                     | "Ferbština"                               |                   | 8. listopadu 2012    |               |
| 145           | 18b         | "Lotsa Latkes"                                   | "Bramboráky"                              |                   | 8. listopadu 2012    |               |
| 146           | 19a         | " What A Croc!"                                  | "Malý krokodýlek"                         |                   | 9. listopadu 2012    |               |
| 147           | 19b         | "Ferb TV"                                        | "Ferbova televize"                        |                   | 9. listopadu 2012    |               |
| 148           | 20a         | "Mom´s In the House"                             | "Máma je doma"                            |                   | 12. listopadu 2012   |               |
| 149           | 20b         | "Minor Monogram"                                 | "Monogram junior"                         |                   | 12. listopadu 2012   |               |
| 150           | 21          | "Excaliferb"                                     | "Excaliferb"                              |                   | 13. listopadu 2012   |               |
| 151           | 22a         | "Agent Doof"                                     | "Agent Dutošvarc"                         |                   | 14. listopadu 2012   |               |
| 152           | 22b         | "Phineas and Ferb and the Temple of Juatchadoon" | "Phineas a Ferb a Chrám skorozkázy"       |                   | 14. listopadu 2012   |               |
| 153           | 23a         | "Delivery of Dystiny"                            | "Kurýr osudu"                             |                   | 15. listopadu 2012   |               |
| 154           | 23b         | "Let´s Brounce"                                  | "A skáčeme"                               |                   | 15. listopadu 2012   |               |
| 155           | 24a         | "Quietest Day Ever"                              | "Nejtišší den"                            |                   | 16. listopadu 2012   |               |
| 156           | 24b         | "Bully Bromance Breakup"                         | "Rozchod dvou kamarádů"                   |                   | 16. listopadu 2012   |               |
| 157           | 25a         | "The Doonkelberry Imperative"                    | "Výprava za modrůvkami"                   |                   | 19. listopadu 2012   |               |
| 158           | 25b         | "Buford Confidentail"                            | "Bufordovo tajemství"                     |                   | 19. listopadu 2012   |               |
| 159           | 26a         | "Sleepwalk Surprise"                             | "Náměsíčné překvapení"                    |                   | 20. listopadu 2012   |               |
| 160           | 26b         | "Sci-Fi Pie Fly"                                 | "Hon na mimozemšťany"                     |                   | 20. listopadu 2012   |               |
| 161           | 27          | "Meapless in Seattle"                            | "Míp v Seattlu"                           |                   | 21. listopadu 2012   |               |
| 162           | 28a         | "The Mom Attractor"                              | "Atraktor mámy"                           |                   | 22. listopadu 2012   |               |
| 163           | 28b         | "Cranius Maximus"                                | "Stimulátor intelektu"                    |                   | 22. listopadu 2012   |               |
| 164           | 29a         | "Sipping with the Enemy"                         | "Kafe s nepřítelem"                       |                   | 23. listopadu 2012   |               |
| 165           | 29b         | "Tri-State Treasure: Boot of Secrets"            | "Honba za pokladem čističů"               |                   | 23. listopadu 2012   |               |
| 166           | 30a         | "Doofapus"                                       | "Dutopysk"                                |                   | 26. listopadu 2012   |               |
| 167           | 30b         | "Norm Unleashed"                                 | "Norm přebírá iniciativu"                 |                   | 26. listopadu 2012   |               |
| 168           | 31a         | "When Worlds Collide"                            | "Srážka světů"                            |                   | 27. listopadu 2012   |               |
| 169           | 31b         | "Road to Danville"                               | "Návrat do Danvillu"                      |                   | 27. listopadu 2012   |               |
| 170           | 32          | "Where´s Perry?"                                 | "Kde je Perry – část 1"                   |                   | 28. listopadu 2012   |               |
| 171           | 33          | "Where´s Perry? (Part Two)"                      | "Kde je Perry – část 2"                   |                   | 29. listopadu 2012   |               |
| 172           | 34a         | "Blackout!"                                      | "Nejde proud"                             |                   | 30. listopadu 2012   |               |
| 173           | 34b         | "What´d I Miss?"                                 | "O co jsem přišel"                        |                   | 30. listopadu 2012   |               |
| 174           | 35          | "This Is Your Backstory"                         | "Co mě formovalo"                         |                   | 3. prosince 2012     |               |

### Čtvrtá řada (2012–2015)
| No. v seriálu | No. v sérii | Originální název                                               | Český název                                       | Premiéra v USA | Premiéra v ČR na Disney Channel | Produkční kód |
| ------------- | ----------- | -------------------------------------------------------------- | ------------------------------------------------- | -------------- | ------------------------------- | ------------- |
| 175           | 1a          | "For Your Ice Only"                                            | "Hokej Z9"                                        |                | 7. dubna 2015                   |               |
| 176           | 1b          | "Happy New Year!"                                              | "Šťastný nový rok!"                               |                | 7. dubna 2015                   |               |
| 177           | 2           | "Sidetracked"                                                  | "Na kolejích"                                     |                | 8. dubna 2015                   |               |
| 178           | 3           | "Primal Perry"                                                 | "Agent Perry"                                     |                | 9. dubna 2015                   |               |
| 179           | 4a          | "Fly On the Wall"                                              | "Muška zvědavá"                                   |                | 10. dubna 2015                  |               |
| 180           | 4b          | "My Sweet Ride"                                                | "Prima Bourák"                                    |                | 10. dubna 2015                  |               |
| 181           | 5a          | "Bee Day"                                                      | "Včelí den"                                       |                | 11. dubna 2015                  |               |
| 182           | 5b          | "Bee story"                                                    | "Včelí epizoda"                                   |                | 11. dubna 2015                  |               |
| 183           | 6a          | "Bully Buts"                                                   | "Candyin pomocník"                                |                | 12. dubna 2015                  |               |
| 184           | 6b          | "Backyard Hodge Podge"                                         | "Zahradní všehochuť "                             |                | 12. dubna 2015                  |               |
| 185           | 7a          | "Great Balls Of Water"                                         | "Největší kapka"                                  |                | 13. dubna 2015                  |               |
| 186           | 7b          | "Where´s Pinky?"                                               | "Kde je Růženka?"                                 |                | 13. dubna 2015                  |               |
| 187           | 8a          | "La Candace-Cabra"                                             | "Pátrání po chupacabře"                           |                | 14. dubna 2015                  |               |
| 188           | 8b          | "Happy Birthday, Isabella"                                     | "Všechno nejlepší, Isabello"                      |                | 14. dubna 2015                  |               |
| 189           | 9a          | "Love at First Byte"                                           | "Láska na první bajt"                             |                | 15. dubna 2015                  |               |
| 190           | 9b          | "One Good Turn"                                                | "Pravý úhel"                                      |                | 15. dubna 2015                  |               |
| 191           | 10          | "Terrifying Tri-State Trilogy of Terror"                       | "Děsivá trilogie hrůzy"                           |                | 16. dubna 2015                  |               |
| 192           | 11a         | "Thanks But No Thanks"                                         | "Neděkuj"                                         |                | 17. dubna 2015                  |               |
| 193           | 11b         | "Troy Story"                                                   | "Trojská válka"                                   |                | 17. dubna 2015                  |               |
| 194           | 12a         | "Druselsteinoween"                                             | "Hallowínštajn"                                   |                | 18. dubna 2015                  |               |
| 195           | 12b         | "Face Your Fear"                                               | "Musíš čelit svému strachu"                       |                | 18. dubna 2015                  |               |
| 196           | 13a         | "Knot My Problems"                                             | "Gordický uzel"                                   |                | 19. dubna 2015                  |               |
| 197           | 13b         | "Mind Share"                                                   | "Výměna těla"                                     |                | 19. dubna 2015                  |               |
| 198           | 14          | "Phineas and Ferb Save Summer (part one)"                      | " Zachraňte léto - část 1"                        |                | 20. dubna 2015                  |               |
| 199           | 15          | "Phineas and Ferb Save Summer (part two)"                      | " Zachraňte léto - část 2"                        |                | 21. dubna 2015                  |               |
| 200           | 16a         | "Return Policy"                                                | "Reklamace"                                       |                | 22. dubna 2015                  |               |
| 201           | 16b         | "Imperfect Storm"                                              | "Nedokonalá bouře"                                |                | 22. dubna 2015                  |               |
| 202           | 17          | "The Klimpaloon Ultimatum"                                     | "Klimpalunské ultimátum"                          |                | 23. dubna 2015                  |               |
| 203           | 18a         | "The Return of the Rogue Rabbit"                               | "Návrat králíčka Přeběhlíka"                      |                | 24. dubna 2015                  |               |
| 204           | 18b         | "Live and Let Drive"                                           | "Žít a nechat řídit"                              |                | 24. dubna 2015                  |               |
| 205           | 19a         | "Operation Crumb Cake"                                         | "Operace pusinka"                                 |                | 25. dubna 2015                  |               |
| 206           | 19b         | "Mandace"                                                      | "Ken"                                             |                | 25. dubna 2015                  |               |
| 207           | 20          | "Star Wars (part one)"                                         | "Hvězdné válka Phinease a Ferba - část 1"         |                | 26. dubna 2015                  |               |
| 208           | 21          | "Star Wars (part two)"                                         | "Hvězdné válka Phinease a Ferba - část 2"         |                | 27. dubna 2015                  |               |
| 209           | 22a         | "Steampunx"                                                    | "Století páry"                                    |                | 28. dubna 2015                  |               |
| 210           | 22b         | "It´s No Picnic"                                               | "Není to žádný piknik"                            |                | 28. dubna 2015                  |               |
| 211           | 23a         | "Lost in Danville"                                             | "Ztraceni v Danvillu"                             |                | 29. dubna 2015                  |               |
| 212           | 23b         | "The Inator Method"                                            | "Ovátorová metoda"                                |                | 29. dubna 2015                  |               |
| 213           | 24          | "Night of the Living Pharmacists (part one)"                   | "Noc oživlých lékárníků - část 1"                 |                | 30. dubna 2015                  |               |
| 214           | 25          | "Night of the Living Pharmacists (part two)"                   | "Noc oživlých lékárníků - část 2"                 |                | 1. května 2015                  |               |
| 215           | 26          | "Tales of the Resistance: Back to the 2nd Dimension"           | "Příběhy hnutí odporu"                            |                | 2. května 2015                  |               |
| 216           | 27          | "Act Your Age"                                                 | "Chovej se na svůj věk"                           |                | 20. února 2017                  |               |
| 217           | 28a         | "Der Kinderlumper"                                             | "Der Kinderlumper"                                |                | 21. února 2017                  |               |
| 218           | 28b         | "Just Desserts"                                                | "To si sníš"                                      |                | 21. února 2017                  |               |
| 219           | 29          | "Mise Marvel (part one)"                                       | "Mise Marvel - část 1"                            |                | 22. února 2017                  |               |
| 220           | 30          | "Mise Marvel (part two)"                                       | "Mise Marvel - část 2"                            |                | 23. února 2017                  |               |
| 221           | 31a         | "Cheers for Fears"                                             | "Nejhorší strach"                                 |                | 24. února 2017                  |               |
| 222           | 31b         | "Just Our Luck"                                                | "Štěstí se obrací"                                |                | 24. února 2017                  |               |
| 223           | 32a         | "Doof 101"                                                     | "Ve škole je Dutošvarc"                           |                | 25. února 2017                  |               |
| 224           | 32b         | "Father´s Day"                                                 | "Den otců"                                        |                | 25. února 2017                  |               |
| 225           | 33          | "Last Day of Summer (part one)"                                | "Poslední den prázdnin Phinease a Ferba - část 1" |                | 26. února 2017                  |               |
| 226           | 34          | "Last Day of Summer (part two)"                                | "Poslední den prázdnin Phinease a Ferba - část 2" |                | 27. února 2017                  |               |
| 227           | 35          | "O.W.C.A. Files (part one)"                                    | "Úryvky z análů O.H.L.A. - část 1"                |                | 28. února 2017                  |               |
| 228           | 36          | "O.W.C.A. Files (part two)"                                    | "Úryvky z análů O.H.L.A. - část 2"                |                | 1. března 2017                  |               |
|               |             | "Phineas and Ferb´s Musical Cliptastic Coutdouwn Hosted by..." |                                                   | 19. dubna 2015 |                                 |               |

### Pátá řada (2024)
| Č. v seriálu | Č. v řadě | Původní název                                  | Český název   | Režie         | Scénář        | Storyboard    | Premiéra v USA | Premiéra v ČR | Prod. kód |
| ------------ | --------- | ---------------------------------------------- | ------------- | ------------- | ------------- | ------------- | -------------- | ------------- | --------- |
| 229          | 12        | Summer Block BusterCloudy with a Chance of Mom | bude oznámeno | bude oznámeno | bude oznámeno | bude oznámeno | 2024           | bude oznámeno | 501       |
| 230          | 34        | Appetite for AdventureLicense to Bust          | bude oznámeno | bude oznámeno | bude oznámeno | bude oznámeno | 2024           | bude oznámeno | 502       |
| 231          | 56        | Dry Another DayDeconstructing Doof             | bude oznámeno | bude oznámeno | bude oznámeno | bude oznámeno | 2024           | bude oznámeno | 503       |
| 232          | 78        | Tropey McTropefaceBiblio-Blast!                | bude oznámeno | bude oznámeno | bude oznámeno | bude oznámeno | 2024           | bude oznámeno | 504       |
| 233          | 910       | A Chip to the VetMore Than an Intern           | bude oznámeno | bude oznámeno | bude oznámeno | bude oznámeno | 2024           | bude oznámeno | 505       |
| 234          | 1112      | The Aurora Perry-AlisLord of the Firesides     | bude oznámeno | bude oznámeno | bude oznámeno | bude oznámeno | 2024           | bude oznámeno | 506       |
| 235          | 1314      | Agent T (For Teen)The Haberdasher              | bude oznámeno | bude oznámeno | bude oznámeno | bude oznámeno | 2024           | bude oznámeno | 507       |
| 236          | 1516      | The Candace SuitOut of Character               | bude oznámeno | bude oznámeno | bude oznámeno | bude oznámeno | 2024           | bude oznámeno | 508       |
| 237          | 17        | Meap Me in St. Louis                           | bude oznámeno | bude oznámeno | bude oznámeno | bude oznámeno | 2024           | bude oznámeno | 509       |

## Speciál
O.W.C.A. Files je hodinový speciál, který byl, po skočení finální série, vysílán stanicí Disney XD.
| Č. v seriálu | Původní název  | Český název             | Režie            | Scénář | Premiéra v USA    | Premiéra v ČR (Disney Channel) | Prod. kód |
| ------------ | -------------- | ----------------------- | ---------------- | --- | ----------------- | ------------------------------ | --------- |
| 0            | O.W.C.A. Files | Úryvky z análů O.H.L.A. | Robert F. Hughes | Aliki Theofilopoulos, Bernie Petterson, Calvin Suggs, Eddie Pittman, John Mathot, Kim Roberson, Kaz, Kyle Menke a Mike Bell | 9. listopadu 2015 | 23. dubna 2017                 | 441       |

## Film (2011)
| Č. v seriálu | Původní název                                        | Český název                         | Premiéra v USA | Premiéra v ČR (ČT 2) | Premiéra v ČR (Disney Channel) |
| ------------ | ---------------------------------------------------- | ----------------------------------- | -------------- | -------------------- | ------------------------------ |
| 0            | Phineas and Ferb The Movie: Across the 2nd Dimension | Phineas a Ferb v Paralelním Vesmíru | 5. srpna 2011  | 16. října 2012       | 5. listopadu 2011              |